# Лази
Лàзи, чани (самоназвания – лаз, лазепе) са етническа група. Живеят предимно в югоизточното крайбрежие на Черно море (Лазистан), в североизточна Турция – вилаети Артвин и Ризе и в югозападна Грузия – югозападна Аджария. В Грузия се считат за етническа група на грузинците. Живеят също в северозападна Турция – (вилаети Коджаели, Сакария и Болу), в градове в Турция (Истанбул) и западна Грузия (Батуми, Кобулети, Зугдиди) и в Абхазия.

## История
Древните лази са образували през 2 век държавата Лазика. Под влияние на Византия са приели християнството, а след турското окупиране (през 15 век) – ислям. След Руско-турската война 1877 – 1878 г., част от лазите са избягали в северозападна Мала Азия.
По данни в „Большая российская энциклопедия“, числеността на лазите в Турция е около 50 хиляди души, в Грузия – 2 – 3 хиляди души (2008 г., по преценка). Малки групи има в Украйна, Русия, Германия. Говорят лазки език; разпространени са също грузински и турски езици.
По данни от Световната дирекция на малцинствата и коренното население (World Directory of Minorities and Indigenous Peoples), и двете групи лази, живеещи в Турция, първоначално са православни християни, приели сунитския ислям през 15 век. Според преброяването от 1965 г. броят на лицата, които са се обявили за лази, е бил 250 хиляди. Техният брой днес (към 2008 г.) се оценява на между 750 хиляди и 1,5 милиона. По-голямата част от лазите емигрира в градовете в Западна Турция през последните 20 години (след приблизително 1990 г.).
Мнозинството от лазите са мюсюлмани – сунити; в Грузия има православни християни. Грузинската православна църква има Батумско-лазка епархия, от 30 април 2009 г. начело с митрополит Димитри.
По традиционна култура лазите са близки до западните групи на грузинците. Развити са отглеждането на ориз, риболовът, до първата половина на 20 век – корабостроенето, корабоплаването и морската търговия, ловът на делфини; било е разпространено строителството на дървени къщи. Фолклорът включва приказки, танци, песни; музикалните инструменти са гайда, кемене, зурна, барабан (тъпан). Има етнокултурни организации. Радио „Колха“ има предаване на лазки език.

## Лази в България
През септември 1896 г. присъствие на лази е регистрирано в Балчик, Княжество България.. Тяхната махала в Балчик е била до старите турски гробища на зàветния южен бряг в близост до морето, където много по-късно се настаняват ромите. Балчишките лази са били много корави и издръжливи и са се занимавали основно с риболов и хамалство. Те са пренасяли жито и други стоки с големи лодки без палуба (мауни) от брега до закотвените навътре в морето кораби. Мауните се задвижвали с огромни весла, по 6 весла на всеки борд с по двама гребци на весло. Хамалската работа е била изключително тежка, като се е извършвала с кошове на гръб и се е притичвало по тесни дъски, поставени като импровизирани мостове.